# Gentiana frigida
'Gentiana frigida' — вид квіткових рослин родини тирличевих (Gentianaceae).

## Біоморфологічна характеристика
Це багаторічна рослина 10–40 см заввишки, з коротким кореневищем, що закінчується листковою розеткою. Листки ланцетні, цілокраї; стеблові листки коротко зрощені з піхвою. Пряме нерозгалужене стебло несе 1–3 квітки. Двостатеві правильні п'ятипелюсткові квітки виростають із пазух найвищих листків. Віночок дзвоникоподібна, блідо-жовто-зелений, по краях вкраплений блакиттю, з блідо-блакитними зубцями. Плід — коробочка. 2n=24.

## Поширення
Австрія, Болгарія, Словаччина, Польща, Румунія, Україна.
Зростає на більш вологих і виключно кислих породах, на твердих осипищах, заплавах, скелястих відслоненнях.